# Hot (Lied)
Hot ist ein Lied der kanadischen Sängerin Avril Lavigne, das Ende 2007 als dritte Single aus ihrem im April veröffentlichten dritten Album The Best Damn Thing veröffentlicht wurde.

## Inhalt
Lavigne schrieb dieses Lied zusammen mit Evan Taubenfeld, der bis September 2004 zweieinhalb Jahre lang ihr Leadgitarrist war. Das Musikvideo entstand unter der Regie von Matthew Rolston.

## Charts und Chartsplatzierungen
Das Lied erreichte Platz 95 der amerikanischen Billboard Hot 100 und Platz 30 in Großbritannien.
| Land                   | Position    |
| ---------------------- | ----------- |
| Deutschland            | 26 – 9 Wo.  |
| Österreich             | 17 – 16 Wo. |
| Schweiz                | 61 – 10 Wo. |
| Vereinigtes Königreich | 30          |
| Vereinigte Staaten     | 95          |

Auszeichnungen für Musikverkäufe

| Land/Region               | Auszeichnungen für Musikverkäufe (Land/Region, Auszeichnung, Verkäufe) | Verkäufe |
| ------------------------- | ---------------------------------------------------------------------- | -------- |
| Australien (ARIA)         | Gold                                                                   | 35.000   |
| Vereinigte Staaten (RIAA) | —                                                                      | 490.000  |
| Insgesamt                 | 1× Gold ·                                                              | 525.000  |

Hauptartikel: Avril Lavigne/Auszeichnungen für Musikverkäufe